# El Ajedrecista

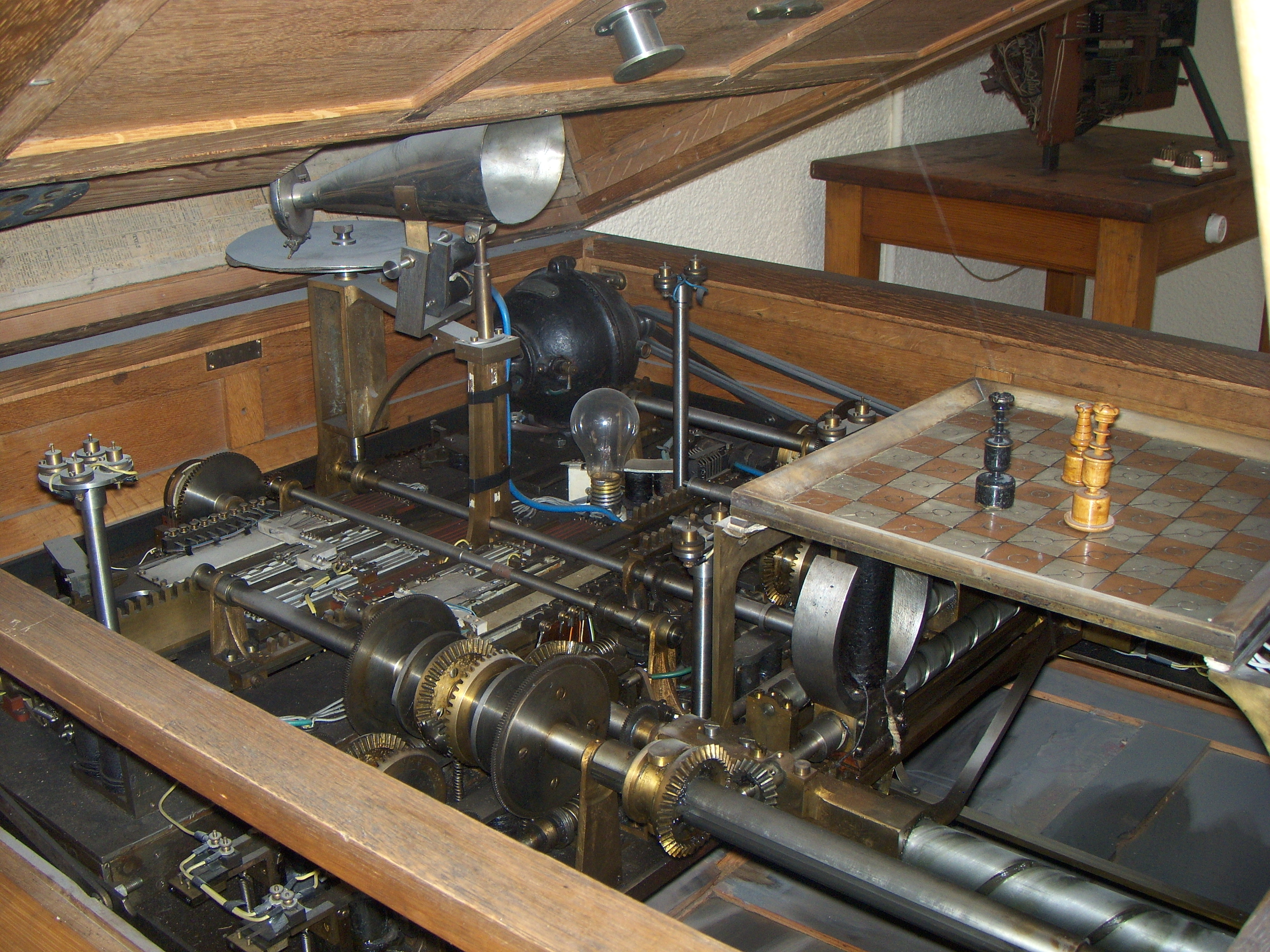
Interior de la máquina

El Ajedrecista fue un autómata construido en 1912 por Leonardo Torres Quevedo. Hizo su debut durante la Feria de París de 1914, donde generó gran expectativa y dio lugar a una extensa mención en  la revista Scientific American Supplement con el titular: "Torres and His Remarkable Automatic Device" ("Torres y su extraordinario dispositivo automático"), el 6 de noviembre de 1915.
Se lo considera el primer autómata capaz de jugar ajedrez de la historia.

## Mecanismo

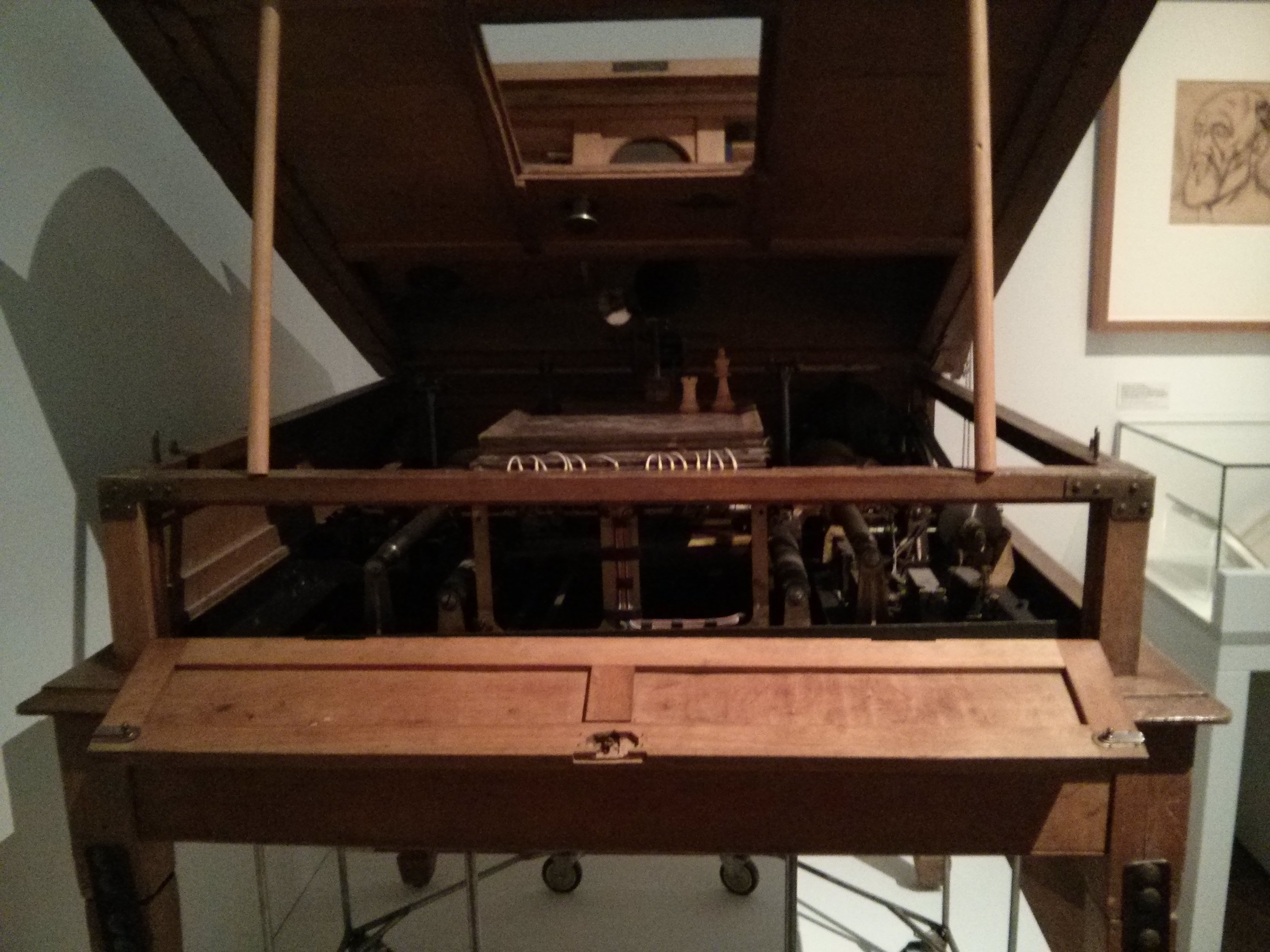
Vista frontal del aparato

Su mecanismo interno fue descrito por H. Vigneron en un artículo en la publicación le Nature del 13 de junio de 1914. Utilizando electroimanes bajo el tablero de ajedrez, jugaba automáticamente un final de rey y torre contra el rey de un oponente humano. No jugaba de manera muy precisa y no siempre llegaba al mate en el número mínimo de movimientos, a causa del algoritmo simple que evaluaba las posiciones, pero lograba la victoria en todas las ocasiones.[cita requerida]